# Аргумент по умолчанию
В программировании, аргумент по умолчанию является аргументом функции, который при вызове необязательно указывать.
В большинстве языков программирования, функции могут принимать один или несколько аргументов. Как правило, все аргументы должны быть указаны в полном объеме (как в языке программирования C). Позже некоторые языки (например, C++) позволяли программисту в объявлении функции указывать значения некоторых аргументов. Таким образом функцию можно было вызывать передавая лишь обязательные аргументы.

## Аргументы по умолчанию в C++
Рассмотрим следующее объявление функции:
```
 
int
 
my_func
(
int
 
a
,
 
int
 
b
,
 
int
 
c
=
12
);

```

Эта функция принимает три аргумента, последний из которых имеет значение по умолчанию 12. Программист может вызвать эту функцию двумя способами:
```
 
result
 
=
 
my_func
(
1
,
 
2
,
 
3
);

```

```
 
result
 
=
 
my_func
(
1
,
 
2
);

```

В первом случае значение аргумента c определяется в вызове функции и равно трём. Во втором случае последний аргумент опущен и c примет значение двенадцать.
Аргументы по-умолчанию задаются начиная с последнего аргумента.

Значения аргументов по умолчанию для виртуальных методов не определяются во время исполнения по типу объекта, а берутся из типа указателя. В этом примере на экран консоли будет выведено 1 Derived:
```
class
 
Base

{

	
public
:
 
virtual
 
void
 
foo
(
int
 
x
=
1
)
 
{

		
std
::
cout
 
<<
 
x
 
<<
 
" Base"
;

	
}

};

class
 
Derived
 
:
 
public
 
Base

{

	
public
:
 
void
 
foo
(
int
 
x
=
2
)
 
override
 
{

		
std
::
cout
 
<<
 
x
 
<<
 
" Derived"
;

	
}

};

int
 
main
 
()
 
{

	
Base
*
 
x
 
=
 
new
 
Derived
;

	
x
->
foo
();
 
// "1 Derived"

	
return
 
0
;

}

```

Для функций-членов значения аргументов по умолчанию можно указывать в определениях. Вызвать такие функции с подставленными значениями по умолчанию можно только если их определение встречается раньше вызова. Пример :
```
struct
 
C
 
{

    
void
 
g
(
int
 
i
,
 
int
 
j
 
=
 
99
);

    
C
(
int
 
a
);

};

C
::
C
(
int
 
=
5
)
 
{
 
}
 

void
 
C
::
g
(
int
 
i
 
=
 
88
,
 
int
 
j
)
 
{
 
}

```

## Перегруженные методы
Некоторые другие языки, такие как Java, не поддерживают аргументы по умолчанию. Однако такое поведение может быть воспроизведено с помощью перегрузки метода с тем же именем и меньшим числом аргументов:
```
int
 
MyFunc
(
int
 
a
,
 
int
 
b
)
 
{

    
return
 
MyFunc
(
a
,
 
b
,
 
12
);

}

int
 
MyFunc
(
int
 
a
,
 
int
 
b
,
 
int
 
c
)
 
{

    
/* основная реализация */

}

```

## Оценка
Для каждого вызова функции, значения аргументов по умолчанию должны быть переданы вызываемой функции. Это приводит к повторяемости в коде. Аргументы по умолчанию избавляют позволяют избежать этого.
Если аргумент по умолчанию — это не просто литерал, а выражение, то это выражение может быть вычислено один раз для всей программы.
Python примечателен тем, что вычисляет выражения в аргументах по умолчанию лишь один раз, во время загрузки модуля. Если требуется вычисление значения в каждом вызове функции, можно присвоить аргументу сигнальное значение, (например, None в Python) а затем в первой строке функции, проверить его.

Например, аргументы по умолчанию в Python могут быть реализованы следующим образом:
```
 
import
 
datetime

 
def
 
f
(
a
,
 
b
=
None
):

     
b
 
=
 
b
 
or
 
datetime
.
datetime
.
now
()

```